# Милано-флорентийская война (1390—1392)
Милано-флорентийская война 1390—1392 годов — вооруженный конфликт в Северной и Средней Италии.

## Миланская экспансия
После завоевания Вероны (1386—1387) и Падуи (1388) миланский правитель Джан Галеаццо Висконти, граф де Вертю, занял господствующее положение в Северной Италии, что вызвало страх у его ближайших соседей Мантуи и Феррары, а также у Флоренции, опасавшейся дальнейшего продвижения Висконти к её границам. Ближайшей задачей флорентийского правительства было сохранение Болоньи в качестве буферного государства между своими землями и новыми миланскими владениями.
Висконти, добившийся быстрого военного успеха на севере, но потративший при этом значительные средства, до конца 80-х годов не решался вступать в прямой конфликт с Флоренцией, остававшейся важным торговым партнером. Его тактика состояла в налаживании связей с мелкими синьорами Романьи, среди которых важнейшим был Карло Малатеста, владевший Римини, Чезеной, Пезаро и Фано. Подчинив мелких тиранов своему влиянию, Джан Галеаццо рассчитывал окружить Болонью и блокировать Флоренцию.
В Болонье тайные агенты Милана распространяли слухи о флорентийской угрозе; в Пизе влияние профлорентийской группировки Гамбакорта ослабевало, и все больший вес набирал секретарь Пьетро Гамбакорты Якопо д’Аппиано, «прямой агент Милана»; Сиена, враждовавшая с Флоренцией из-за городка Монтепульчано, сотрудничала с Миланом; с Перуджей Висконти вел переговоры о союзе; в самой Флоренции был уличен в преступных связях с Миланом крупный политический деятель Бонаккорсо ди Лапо Джованни.
Флорентийцы также искали союзников, вступив в переговоры с Болоньей, Равенной, Фаэнцей, Имолой и соседями Милана Савойей и Генуей.

## Павийская конференция
В конце 1388 года болонские заговорщики обратились за поддержкой к правителю Милана, но Висконти им отказал и вместо этого в декабре того же года предложил флорентийцам заключить договор о ненападении. На конференцию, открывшуюся в Павии в феврале 1389, помимо флорентийских, миланских и болонских послов прибыли представители всех более или менее значительных государств Северной и Средней Италии: Сиены, Перуджи, Лукки, Римини, Урбино, Феррары, Мантуи.
Флорентийцы считали миланские предложения недостаточными и хотели заключить оборонительный союз. Разногласия возникли из-за разграничения сфер влияния: Милан предлагал провести его по территории Модены и реке Серкьо, а Флоренция настаивала на невмешательстве миланцев в тосканские дела. Кроме этого, Висконти предложил отказаться от использования кондотьеров и изгнать их из Италии, на что флорентийцы, всегда пользовавшиеся услугами наемников, были категорически не согласны.
Миланские условия были отвергнуты флорентийским правительством, направившим в апреле 1389 в Павию ещё двух представителей, но и тем ничего не удалось добиться. В конце мая послы Флоренции и Болоньи покинули переговоры, а остальные участники, опасавшиеся противоречить Висконти, 28 мая подписали мирное соглашение.

## Подготовка к войне
Флоренция начала открыто готовиться к войне. Республика заключила контракт (кондотту) с Джоном Хоквудом, который был женат на внебрачной дочери Бернабо Висконти, был другом его сына Карло и считал Джан Галеаццо личным врагом. Части Хоквуда заняли позиции на границе. В ответ Джан Галеаццо послал отряд на помощь Сиене, что привело к столкновениям между флорентийскими и сиено-миланскими войсками. Вспомогательные миланские силы также были направлены в Умбрию и Романью.
Флоренция продолжала поиск союзников. Французский двор, готовившийся к браку Валентины Висконти с Луи Орлеанским, её предложения игнорировал, Генуя и Венеция недооценивали опасность Милана и также уклонились от союза. Изгнанный из Падуи Франческо II да Каррара прибыл в Мюнхен к Стефану Баварскому, также зятю Бернабо, и призвал герцога отомстить графу де Вертю, пообещав, что Флоренция заплатит 80 тысяч флоринов, если тот весной 1390 года приведет в Италию 12 тысяч всадников.
Пизанский правитель Пьетро Гамбакорта собрал ещё одну конференцию. 9 октября 1389 в Пизе была заключена оборонительная лига, в которую вошли и Флоренция с Болоньей, однако, это соглашение уже не могло остановить войну.
В конце октября 1389 Джан Галеаццо изгнал из своих земель всех флорентийцев и болонцев, обвинив их в подготовке покушения на его жизнь. Миланские происки в Сан-Миньято и интриги в Перудже и Пизе окончательно убедили флорентийцев в неизбежности войны. Каррара вновь был отправлен к герцогу Баварскому.

## Начало войны
Заключив дополнительные соглашения с Сиеной и Перуджей, Висконти в конце апреля 1390 начал военные действия. Отряды его союзников Малатеста и синьора Урбино нанесли поражение болонским наемникам, после чего 25 апреля гербовые герольды графа де Вертю, маркиза д’Эсте и синьора Мантуанского были посланы с объявлением войны Флоренции и Болонье. Савойя была на стороне Милана, а король Франции был согласен поддержать Флоренцию при условиях признания авиньонского папы Климента VII и выплаты ежегодной дани, что было для республики неприемлемо.
Децемвиры войны созвали на совет richiesti (богатых граждан), чтобы заручиться их поддержкой в виду предстоявших значительных расходов. Под командование Хоквуда было передано две тысячи копий (шесть тысяч кавалеристов), Болонья вооружила тысячу копий, поставив во главе Джованни да Барбьяно.
На стороне Висконти были синьоры Фаэнцы, Форли и Имолы. Всего он имел 15 тысяч конных и 6 тысяч пехоты, и собирался использовать свое численное превосходство. Якопо даль Верме с основными силами (1200 копий, 5000 пехоты) в мае выступил через Моденскую территорию на Болонью, а с другой стороны в её направлении продвигались феррарские отряды. Джованни д’Аццо дельи Убальдини командовал тысячей копий в Сиене, Паоло Савелли был направлен с войском в Перуджу, а Уголотто Бьянкардо, Галеаццо Порро и Фачино Кане собрали отряды мелких синьоров Романьи и повели их в набег на Тоскану, чтобы отвлечь флорентийцев и не дать им прийти на помощь Болонье.

## Восстания в Падуе и Вероне
За исключением осады Болоньи военные действия поначалу сводились к захвату нескольких замков, набегам, поискам фуража и перестрелкам. Висконти распылил свои силы по нескольким направлениям и пренебрег обороной северной границы, чем воспользовался Франческо да Каррара. Не дожидаясь подхода герцога Баварского, ещё не закончившего приготовления, он собрал в Чивидале во Фриуле около трехсот копий, а Венеция, хранившая дружественный нейтралитет в отношении врагов Милана, пропустила этот отряд через земли Тревизской марки.
Приказав везти перед собой знамёна Падуи, Каррара и делла Скала, Франческо в ночь на 19 июня подошел к стенам родного города, жители которого, недовольные чрезмерными налогами и понижением статуса до провинциального уровня, немедленно взялись за оружие. Пройдя по руслу Бренты в месте, где летом вода не доходила до колена, а берег был защищен лишь деревянным палисадом, Каррара с отрядом из дюжины бойцов, вооруженных топорами, и сорока копейщиков легко проник в свою столицу. Миланский гарнизон с кучкой сторонников из местных жителей укрылся в двух крепостях, одну из которых быстро удалось захватить при помощи горожан, чьи дома к ней примыкали. Соседние поселения также восстали и перешли на сторону своего прежнего синьора.
Верона, узнав о восстановлении независимости Падуи и о том, что Канфранческо делла Скала, шестилетний сын её последнего синьора, переправлен флорентийцами в Венецию, восстала 25 июня. Горожане захватили крепостные стены и ворота, но не смогли овладеть замком и не перекрыли его сообщения с городом. В самом городе сразу же начались споры о форме правления, так как богачи хотели установить республику, а простой народ жаждал природного государя. Пока горожане препирались, Уголотто Бьянкардо, спешно посланный Висконти с пятьюстами копьями оборонять Падую, проник в Веронский замок, откуда внезапно обрушился на город, устроив чудовищную резню и грабеж. Потопив веронское восстание в крови, он надеялся таким же способом вернуть и Падую, но, войдя в крепость, был там блокирован.
27 июня первые шестьсот всадников герцога Баварского прибыли в Падую, а 1 июля явился сам Стефан, с которым было всего шесть тысяч конницы. 5 августа в город вступили две тысячи тяжеловооруженных всадников, посланных флорентийцами. Замок, осажденный объединёнными силами, сдался 27 августа, после чего союзники овладели пограничными замками, обеспечтвавшими коммуникации с Венецией и Германией, и начали готовить наступление на Милан.

## Окончание первой кампании
Джан Галеаццо оказался в тяжелом положении. Якопо даль Верме снял осаду Болоньи и двинулся к Падуе, но был остановлен Хоквудом и болонцами в бою при Пимаччо и начал отступление к Милану. Стефана Баварского графу де Вертю удалось подкупить ещё на пути в Италию. Герцог расположил свой лагерь позади каналов Брентелле и отказывался покидать это естественное укрепление, ограничившись предложением своего посредничества на переговорах с Миланом. Баварец требовал денег и при этом полностью прекратил военные действия. Его поведение было подозрительным и союзники были даже рады от него избавиться. С большой суммой денег и без всякой славы герцог, не проведя в Ломбардии и месяца, вернулся обратно в Германию.
Висконти отозвал свою конницу из Сиены, где его капитан Джованни д’Аццо дельи Убальдини умер 24 июня. После отступления даль Верме Джон Хоквуд с 1800 копьями продвинулся до Пармы. Франческо да Каррара разграбил Полезине ди Ровиго, заставив маркиза д’Эсте выйти из союза с Миланом. По условиям мирного договора, подписанного 30 октября, маркиз обязался пропустить через свои земли войска союзников.
Сиена была опустошена эпидемией. В конце года в этой республике при поддержке миланского отряда Джованни Тедески дельи Тарлати пришла к власти гибеллинская группировка Салимбени, а её противники из профлорентийских гвельфских семей Толомеи и Малавольти были частью перебиты, частью навечно изгнаны и перебрались во Флоренцию, которой затем помогли захватить несколько сиенских замков. Сиенцы приняли решение войти в состав державы Джан Галеаццо в качестве обычных подданных, подобно Милану или Павии, многие влиятельные люди были репрессированы, но декрет о подчинении, принятый генеральным советом республики 15 марта 1391, был полностью реализован только через восемь лет, после следующей войны.

## Вторая кампания
Флоренция несла две трети расходов на войну, Болонья — одну треть, но для неё и эта сумма была очень тяжела, поэтому союзники пытались быстрее закончить военные действия, нанеся противнику решительный удар. Планировалось атаковать Милан с двух сторон, для чего во Францию к графу д’Арманьяку были направлены Ринальдо Джанфильяцци и Джованни Риччи с 50 тысячами флоринов и обещанием содержать 15 тысяч всадников, которых граф в июле 1391 должен был привести в Ломбардию. Арманьяк был шурином Карло Висконти, поэтому охотно принял предложение флорентийцев и ни миланское золото, ни возражения Карла VI и герцогов Бургундского и Беррийского не заставили его отказаться от похода в Италию.
Положение Джан Галеаццо было очень тяжелым. В покоренных городах начались волнения и в самом Милане жители начали проявлять недовольство. Из-за нехватки средств Висконти за 22 тысячи дукатов продал Генуе город Серравалле, заложил Франческо Гонзага за 50 тысяч дукатов Остилью и Азолу, а также ряд крепостей на Брешанской границе.
Джон Хоквуд через феррарскую территорию вышел к Падуе. У него было 1400 копий, к которым присоединились 600 болонских и 200 падуанских. Всего армия состояла из 6600 всадников латной кавалерии, 1200 арбалетчиков и большого отряда пехоты. 15 мая Хоквуд выступил на Милан, пройдя области Виченцы и Вероны, и вступив на земли Бреши. Войска пересекли Минчо и Ольо, и на пути к Милану единственным препятствием оставалась Адда, до которой было не более пятнадцати миль. Флорентийские послы, сопровождавшие армию, 24 июня на берегу реки и на виду у неприятеля отпраздновали джострами и другими конными ристаниями день Святого Иоанна, покровителя Флоренции.

## Поход Арманьяка
Арманьяк вступил в Италию в начале июля и должен был идти на соединение с Хоквудом. Джан Галеаццо послал против него Якопо даль Верме с двумя тысячами копий и четырьмя тысячами пехоты. Проявив удивительное легкомыслие, француз был наголову разгромлен 25 июля в битве при Алессандрии, попал в плен и вскоре расстался с жизнью.

## Отступление Хоквуда
Хоквуд, продвинувшийся до Гьяра-д’Адды, оказался в опасном положении, имея позади два водных потока, а перед собой победоносную армию даль Верме. Англичанин перенес свой лагерь назад, к бургу Патерно в Кремонской области, но был настигнут противником, расположившимся в полутора милях, на другом берегу небольшого ручья. Понимая, что оторваться от преследования на такой сложной местности можно, лишь предварительно нанеся сильный удар по противнику, Хоквуд четыре дня отсиживался в лагере, изображая нерешительность и позволяя миланцам с каждым днем подходить все ближе. На пятый день, когда неприятель в большом количестве уже собирался штурмовать его линии, Хоквуд внезапно атаковал крупными силами и взял в плен 1200 конных. Наведя страх на миланцев, он без помех смог переправиться через Ольо.
Переправа через Минчо также не составила труда, поскольку флорентийцам удалось опередить противника на марше, но при подходе к Адидже оказалось, что Якопо даль Верме разрушил речные дамбы и затопил Веронскую долину. Флорентийская армия оказалась в ловушке, со всех сторон окруженная водой, которая продолжала прибывать. Полагая, что у противника нет иного выхода, кроме капитуляции, миланский командующий через трубача передал Хоквуду в подарок лисицу в клетке. Тот в ответ сказал, что животное не кажется слишком грустным и, без сомнения, знает, как покинуть клетку, после чего сломал загородку и выпустил зверя.
Однажды на рассвете, оставив на пригорке, где стоял лагерь, палатки и знамёна, Хоквуд повел своих людей через затопленную долину семью или восемью милями ниже Линьяго. Марш продолжался весь день и часть ночи, лошади шли по брюхо в воде. Движение замедлялось грязью, в которой вязли люди, и каналами, берега которых не были видны под водой. Потеряв некоторых ослабевших всадников и часть пехоты, командующий вывел большую часть армии к принадлежавшему синьору Падуи Кастельбальдо, у дамбы, где речное русло было сухим.

## Действия в Тоскане
Флорентийцы уже считали его войско погибшим, но не пали духом, и лишившись, как они полагали, разом двух армий, наняли третью, которой командовал Луиджи ди Капуа, сын графа Альтавиллы. Это войско опустошало область Сиены, уничтожив почти весь урожай. Луиджи вернулся во Флоренцию с четырьмя тысячами всадников, вскоре прибыл и Хоквуд, оставивший в Падуе двести конных для поддержки Франческо да Каррары.
Упустив Хоквуда на севере, даль Верме попытался опередить его на пути в Тоскану, соединиться с сиенцами и действовать против Флоренции с юга. Он пересек По и область Пьяченцы, прошел Апеннины, спустился вдоль Магры и через Сарцану проник на флорентийскую территорию. Пройдя области Лукки, Пизы и Вольтерры, он дошел до Сиены, но Хоквуд, к которому присоединился Джованни да Барбьяно, постоянно следовал за ним, препятствуя грабежам. В сентябре-октябре две армии наблюдали друг за другом, не вступая в сражение. Якопо даль Верме вернулся тем же путем, пересек всю долину Эльсы, переправился через Арно и прошел область Пистои; Хоквуд не отставал, мешая солдатам противника отделяться для грабежа.
Висконти надеялся помешать доставке товаров во Флоренцию по Арно, но для этого следовало овладеть Пизой, на что даль Верме не решился, а добровольно Гамбакорта помогать миланцам не соглашался. Миланский командующий, достигший Монтекарло в долине Ньеволе, опасался быть окруженным превосходящими силами противника и, снявшись ночью с лагеря, перевалил через Апеннины, потеряв часть пехоты.

## Генуэзский конгресс
Ни одна сторона не смогла добиться решительного успеха и продолжение военных действий выглядело бесперспективным по причине нехватки ресурсов. В этих условиях новый генуэзский дож Антониотто Адорно предложил начать мирные переговоры. В сентябре в Геную съехались представители Милана, Флоренции, Болоньи и Падуи. Послы Перуджи прибыли в ноябре, Сиены — в декабре. Председателем конгресса папа Бонифаций IX 21 декабря 1391 назначил великого магистра ордена госпитальеров Риккардо Караччоло.
В ходе переговоров послы выработали основы мирного соглашения, затем в январе 1392 дожа и магистра назначили арбитрами для решения оставшихся спорных вопросов. Адорно был гибеллином, а следовательно, сторонником Висконти, генуэзский же народ поддерживал флорентийцев. После длительного обсуждения 26 января 1392 Адорно и Караччоло приняли решение, оформленное в виде арбитражного приговора. Франческо да Каррара сохранял Падую, но уступал Милану Бассано, Фельтре и Беллуно, что составляло значительную часть его владений, а также он и его преемники должны были в течение пятидесяти лет платить миланским синьорам ежегодную дань в десять тысяч флоринов. Болонья, маркиз д’Эсте и Падуя рассматривались как союзники Флоренции, а Мантуя, Сиена и Перуджа как союзники Джан Галеаццо. Флоренция сохраняла Монтепульчано, а Сиена Лучиньяно. Флорентийцам запрещалось вмешиваться в ломбардские дела, а миланцам в тосканские, за исключением помощи союзникам, признанным таковыми в договоре. Деятельность кондотьеров ограничивалась.
Флорентийцы, недовольные партийной принадлежностью Адорно, поначалу отказались признавать условия договора, но продолжать войну не могли и 15 февраля опубликовали его текст. Эта заминка не позволила урегулировать некоторые оставшиеся проблемы, в частности, вопрос с освобождением Франческо да Каррара Старого, находившегося в миланской тюрьме.

## Последствия
Мирный договор был непрочным. По поводу его гарантий флорентийский посол Гвидо Нери заметил: «Гарантом этого мира будет меч, ибо Джан Галеаццо удостоверился в наших силах, а мы выяснили миланские».
Война 1390—1392 годов начала двенадцатилетний период милано-флорентийского противостояния, едва не закончившегося, по мнению самих флорентийцев, потерей их республикой независимости.
Расходы Милана на эту войну оценивались в два миллиона флоринов и экономическое положение жителей напоминало худшие времена Бернабо Висконти. Помимо прямых податей, 3 ноября 1391 был издан указ о принудительном десятипроцентном займе, по флорентийскому образцу. Джан Галеаццо был вынужден прибегнуть к порче монеты, но это вызвало рост цен и ещё больше дестабилизировало экономику, поэтому от подобной практики пришлось отказаться.
Уже в апреле 1392 противники Милана сформировали объединение, получившее название «Болонской лиги», в результате чего Джан Галеаццо лишился части своих союзников. Миланскому правителю пришлось ждать пять лет, прежде, чем он смог начать новую войну.

## Комментарии
1. ↑  В то время находился на службе у королевы Маргариты де Дураццо. Уже в ходе войны, чтобы поощрить его рвение, флорентийцы в марте 1391 повысили до двух тысяч пенсион в 1200 флоринов, положенный ему в 1375 году, и предоставили гражданство, записав в книгу квартала Сан-Джованни под знаменем золотого льва, освободив от всех налогов. У него было несколько загородных домов, где военачальник проводил часть года. Его жене, в случае, если, оставшись вдовой, она бы поселилась на флорентийской территории, был положен пенсион в тысячу флоринов, а каждой из дочерей две тысячи флоринов приданого (Perrens, p. 62)
2. ↑  Третий граф ди Альтавилла, брат известного кондотьера Фабрицио ди Капуа
3. ↑  От Милана прибыли Никколо Спинелли, граф ди Джойя, и Гульельмо Бевилаква, Флоренция послала Филиппо Адимари, Лодовико Альберготти и Гвидо Томази, Падую представляли флорентиец Микеле ди Рабата и Франческо ди Консельвис, Болонью — Томазо ди Сан-Джованни и Андало Бентивольо (Delaville Le Roulx, pp. 529—530)